# 甲䐶
甲䐶(formazan)，有机化合物。分子式为：CN4H4，结构为：NH2-N=CH-N=NH。
甲䐶类化合物可由芳香胺经重氮化后在碱性溶液中与芳腙偶联而得。也可由四氮唑生成的四级铵盐被还原得到。

四氮唑盐被还原为甲䐶类化合物的反应。

甲䐶染料是一类具有甲䐶结构的染料，其中以甲䐶金属络合染料为主，适用于锦纶、丝、毛的染色。

## 命名
- 见有机化学命名法